# Вильберг, Гельмут
Гельмут Вильберг (нем. Helmuth Wilberg; 1 июня 1880 — 20 ноября 1941) — генерал авиации во время Второй мировой войны.

## Биография
По происхождению наполовину еврей. Вступил в 80-й фузилёрский полк 18 апреля 1899 года. С 1906 года служил инструктором в кадетских школах в Наумбурге и Лихтерфельде. В 1911 году написал статью «Воздушная разведка в имперских манёврах 1911 года: её значение и влияние на руководство по сравнению с кавалерийской разведкой».
В 1913 году он поступил на службу в имперские ВВС и был одним из первых военных лётчиков Германской империи. В начале Первой мировой войны являлся командиром 11-го полевого авиационного батальона. Позже он служил командующим авиацией 4-й армии.
После войны его перевели в рейхсвер, где он служил до 1927 года, когда перешёл в министерство обороны Третьего рейха; он также служил в Truppenamt и в качестве начальника противовоздушной обороны. Позже он перешёл в 18-й пехотный полк в качестве командира батальона. С 1929 по 1932 годы командовал войсками в районе Бреслау. В 1920-е он восемь лет возглавлял штаб авиации рейхсвера. Герман Геринг рассматривал вопрос о назначении Вильберга начальником штаба, однако выяснилось, что у того мать еврейка. Не желая, чтобы его талант пропал даром, Геринг использовал легенду о том, что мать еврейка не была биологической матерью Вильберга и реклассифицировал его как «арийца». Таким образом Вильберг остался в штабе авиации, помогая составить его основную доктрину «Проведение воздушной войны», вместе с Вальтером Вефером.
В последующие годы он тайно работал над восстановлением люфтваффе, в которых служил с 1934 года. Первоначально был главой департамента в имперском министерстве авиации. В 1935 году взял на себя строительство военно-воздушного училища в Вердере, а затем и Высшего училища военно-воздушных сил в Берлине. Оказал значительное влияние на немецкую доктрину воздушной войны. В 1937 году он создал «специальную команду W», ответственную за сбор и анализ тактических уроков, извлечённых легионом «Кондор» во время гражданской войны в Испании.
Во время мобилизации для польской кампании в 1939 году был восстановлен в армии и использовался в качестве начальника авиационного учебного командования. 20 ноября 1941 года погиб в авиакатастрофе Bf.108 под Дрезденом, когда летел на похороны Эрнста Удета.

## Награды
- Железный крест 2-го и 1-го класса (королевство Пруссия)
- Королевский орден Дома Гогенцоллернов рыцарский крест с мечами (королевство Пруссия)
- Орден «За военные заслуги» 4-го класса с мечами  (королевство Бавария)
- Крест «За военные заслуги» (Мекленбург-Шверин)[нем.] 2-го класса (великое герцогство Мекленбург-Шверин)
- Крест «За отличие на войне» (Мекленбург-Стрелиц)[нем.] 2-го класса (великое герцогство Мекленбург-Стрелиц)
- Крест «За военные заслуги» 3-го класса с воинскими украшениями (Австро-Венгрия)
- Железный полумесяц (Османская империя)
- Орден «За храбрость» 4-й степени 2-го класса (Третье Болгарское царство)